# Najwyższy Urząd Kontroli (Czechy)
Najwyższy Urząd Kontroli (cz. Nejvyšší kontrolní úřad České republiky, NKÚ) – najwyższy i niezależny od władzy ustawodawczej i wykonawczej urząd kontroli Czech, który odpowiada za kontrolę gospodarowania majątkiem państwa oraz wykonywanie budżetu. Urząd został powołany 1 stycznia 1993 wraz z rozpadem Czechosłowacji na mocy Konstytucji Czech oraz ustawy nr 1/1993 Sb. o Najwyższym Urzędzie Kontroli.
Siedziba Urzędu znajduje się w Pradze. Oprócz głównej siedziby Najwyższy Urząd Kontroli posiada 9 oddziałów regionalnychː w Libercu, Uściu nad Łabą, Pilźnie, Czeskich Budziejowicach, Hradec Králové, Igławie, Brnie, Ołomuńcu i Ostrawie. 
Prezesem Najwyższego Urzędu Kontroli jest obecnie Miloslav Kala.

## Kompetencje i działalność
Urząd kontrolujeː
- zarządzanie własnością państwa i finansów zebranych na mocy prawa
- rozliczenie księgowe państwa na koniec roku
- realizację budżetu państwa
- zarządzanie pieniędzmi, które państwo otrzymało z zagranicy oraz pieniędzy, wobec których państwo przyjęlo gwarancje
- emisję i wykup obligacji skarbowych
- zamówienia publiczne państwa[6].

W czasie kontroli Urząd sprawdza zgodność określonych działań z czeskim prawem, weryfikuje poprawność merytoryczną i formalną danych działań oraz sprawdza, czy dane działania są skuteczne, ekonomiczne i wydajne. Po dokonaniu kontroli, Urząd wydaje pisemny raport, w którym podsumowuje kontrolę i wydaje opinię na temat danych działań. Raport jest prezentowany przed czeskim parlamentem miesiąc po zaprezentowaniu własnej opinii przez rząd. Instytucja może stworzyć opinię na temat danych zmian budżetowych na wniosek Izby Poselskiej, Senatu lub ich organów. 

## Historia

### Austro-Węgry i Czechosłowacja
Historia Najwyższego Urzędu Kontroli sięga czasów monarchii austro-węgierskiej, kiedy to istniała Izba Obrachunkowa Sądu (niem. Hofrechnungskammer). Zakres obowiązków instytucji nie zmieniał się, jednak wielokrotnie zmieniano nazwy instytucjiː w latach 1792 - 1794 instytucja otrzymała nazwę Naczelny Państwowy Urząd Obrachunkowy (niem. Staatshauptbuchhaltung), w latach 1794 - 1805 Najwyższy Urząd Państwowy (niem. Oberste Staatskontrolle), w latach 1805 - 1840 Generalny Dyrektoriat Obrachunkowy (niem. General-Rechnungs-Direktorium), w latach 1840 - 1866 Najwyższy Urząd Kontroli (niem. Oberste Rechnungs-Kontroll-Behörde), a w latach 1866 - 1919 Najwyższy Sąd Obrachunkowy. Po powstaniu Pierwszej Republiki Czechosłowackiej ustanowiono urząd o nazwieː Najwyższy Urząd Obrachunkowy i Kontroli. 
Najwyższy Urząd Obrachunkowy i Kontroli przeprowadzał 3 rodzaje kontroliː kontrolę skarbową, kontrolę administracyjną i kontrolę państwową. Kontrola skarbowa sprawdzała, czy urzędy pracują zgodnie z wytycznymi zawartymi w ustawach; kontrola administracyjna sprawdzała, czy wydatki i przychody mieszczą się w budżecie; a kontrola państwowa umożliwiała sprawdzenie realizacji planu ekonomicznego przez władzę w określonym przedziale czasu. Kontrola państwowa była pomocna dla parlamentu, który w czasie uchwalania budżetu mógł sprawdzić, czy ministerstwa będą zdolne finansowo wprowadzić w życie punkty budżetu, który zostanie przyjęty. Urzędowi przewodniczył prezes nominowany przez prezydenta. 
W 1951 Urząd został zastąpiony Ministerstwem Kontroli Państwowej. Ministrem był członek rządu, a urząd stał się organem administracji centralnej. Praca urzędu nie była rzetelna w związku z tym, że urząd pełnił funkcje polityczne i propagandowe. Po 1960 Ministerstwo przekształcono w Centralną Komisję Kontroli Państwowej i Statystyki, która dodatkowo zajmowała się prowadzeniem statystyk. Kontrola organów centralnych czy kontrola zarządzania zasobami finansowymi były praktycznie w ogóle nie przeprowadzane, a działalność Komisji skupiała się na kontrolowaniu wdrażania planu rozwoju państwa w przedsiębiorstwach produkcyjnych. W 1967 Komisja została przekształcona w dwa osobne urzędyː jeden z nich zajmował się kontrolą państwa, a drugi prowadził statystykę. W 1968 najwyższy organ kontroli podlegał parlamentowi, a 1971 stał się ponownie organem, dzięki któremu komuniści mogli kontrolować społeczeństwo i państwo.

### Od 1989
W czasie pierwszej fazy przemian ustrojowych w 1989 powstało Federalne Ministerstwo Kontroli, a także osobne ministerstwa dla Czech i Słowacji. Ministerstwa były urzędami administracji centralnej, na czele których stali ministrowie. W drugiej fazie przemian, tj. po 1991, reforma urzędu kontroli była kontynuowana. Urząd kontrolował administrację państwową, osoby prawne oraz wszystkie inne osoby, które otrzymywały dotacje z budżetu państwa. W trzeciej fazie przemian przygotowywano się, aby ponownie stworzyć Najwyższy Urząd Kontroli. Tak też się stało - w lipcu 1993 utworzono Najwyższy Urząd Kontroli.

## Organy Najwyższego Urzędu Kontroli
Do organów Najwyższego Urzędu Kontroli należąː Prezes Najwyższego Urzędu Kontroli, Wiceprezes Najwyższego Urzędu Kontroli, Rada Najwyższego Urzędu Kontroli, senaty Najwyższego Urzędu Kontroli oraz Izba Dyscyplinarna Najwyższego Urzędu Kontroli. 

### Prezes Najwyższego Urzędu Kontroli
Do kompetencji Prezesa Najwyższego Urzędu Kontroli (cz. Prezident Úřadu) należąː
- kierowanie Urzędem oraz przewodniczenie Radzie i Izbie Dyscyplinarnej
- przedkładanie Radzieː
  - projektu audytu oraz jego zmian
  - projektu budżetu wraz z jego zmianami oraz rozliczenia księgowego Urzędu
  - wniosków z kontroli związanej z rozliczeniem księgowym państwa na koniec roku
  - projektu sprawozdania rocznego z pracy Urzędu
  - projektu zasad pracy oraz funkcjonowania Urzędu
  - projekt regulaminu Zarządu oraz Senatu
  - projektów przepisów dyscyplinarnych
  - propozycji Izby Poselskiej, Senatu oraz rządu
- zatwierdzanie zasad pracy Urzędu po konsultacji z Radą
- uczestniczenie w posiedzeniach Parlamentu i rządu, w czasie których omawiany zostaje audyt przygotowany przez Urząd[6].

#### Lista Prezesów Najwyższego Urzędu Kontroli
| Prezes Najwyższego Urzędu Kontroli | Okres sprawowania urzędu |
| ---------------------------------- | ------------------------ |
| Lubomír Voleník                    | 1993 – 2003              |
| František Dohnal                   | 2005 – 2012              |
| Miloslav Kala                      | 2013 –                   |

### Wiceprezes Najwyższego Urzędu Kontroli
Do kompetencji Wiceprezesa Najwyższego Urzędu Kontroli (cz. Viceprezident Úřadu) należy wypełnianie obowiązków Prezesa w czasie jego nieobecności oraz wykonywanie części obowiązków Prezesa, jeżeli zasady pracy Urzędu tak określają.

#### Lista Wiceprezesów Najwyższego Urzędu Kontroli
| Wiceprezes Najwyższego Urzędu Kontroli | Okres sprawowania urzędu |
| -------------------------------------- | ------------------------ |
| Václav Peřich                          | 1993 – 2002              |
| Dušan Tešnar                           | 2003 – 2007              |
| Zdeňka Horníková                       | 2013 –                   |

### Rada Najwyższego Urzędu Kontroli
Do kompetencji Rady Najwyższego Urzędu Kontroli (cz. Kolegium Úřadu) należąː
- zatwierdzanieː
  - rocznego planu audytów
  - projektu budżetu składanego przed Izbą Poselską
  - wniosków, na podstawie których Urząd wydaje opinię na temat rozliczenia księgowego państwa na koniec roku
  - sprawozdania rocznego
  - regulaminu Zarządu oraz Senatu
  - zasad organizacyjnych i dyscyplinarnych Urzędu
- podejmowanie decyzji w sprawie odwołań dotyczącychː
  - treści audytów
  - stronniczości urzędników przeprowadzających audyt
- rozpatrywanie zasad pracy Urzędu przedłożonych przez Prezesa Urzędu[6].

Rada Najwyższego Urzędu Kontroli składa się z Prezesa Urzędu, Wiceprezesa Urzędu oraz członków Urzędu. Decyzje Rady są przyjmowane w wyniku głosowania. Aby dane rozwiązanie zostało przyjęte, musi zostać osiągnięta większość zwykła. W przypadku braku rozwiązania, głos Prezesa lub Wiceprezesa jest decydujący. Kworum Rady zostaje osiągnięte, kiedy więcej niż połowa członków Rady bierze udział w posiedzeniu. 
Rada Najwyższego Urzędu Kontroli zostaje zwołana przez Prezesa nie później niż 15 dni po wybraniu co najmniej 10 członków Urzędu. Prezes podczas pierwszej sesji Rady przedkłada regulamin jej pracy oraz regulamin pracy senatów. Obowiązkiem Prezesa jest przekazanie Radzie przepisów dyscyplinarnych nie później niż 2 miesiące po pierwszej sesji Rady.  

### Senaty Najwyższego Urzędu Kontroli
Do kompetencji senatów Najwyższego Urzędu Kontroli (cz. Senáty Úřadu) należąː
- zatwierdzanie wniosków do audytów w sprawach, w których zostały powołane
- orzekanie w sprawach odwołań dotyczących danego audytu[6].

Senaty Najwyższego Urzędu Kontroli są powoływane przez Radę w momencie, kiedy Urząd kończy pracę nad danym audytem. Składają się z 3 lub większej ilości członków Rady Urzędu, a decyzje podejmują w wyniku głosowania. Aby dane rozwiązanie zostało przyjęte, musi zostać osiągnięta większość zwykła.

## Wybór członków Najwyższego Urzędu Kontroli
Zarówno Prezes, jak i Wiceprezes są powoływani przez prezydenta na wniosek Izby Poselskiej. Inni członkowie Najwyższego Urzędu Kontroli są wybierani przez Izbę Poselską na wniosek prezydenta na 40 dni przed opróżnieniem stanowiska w Urzędzie. 
Osoba mianowana na Prezesa, Wiceprezesa lub innego członka Urzędu, aby mogła pełnić tę funkcję, powinnaː
- mieć odpowiednie kompetencje
- mieć odpowiednie doświadczenie, które zapewni, że właściwie będzie sprawować powierzoną mu funkcję
- mieć wykształcenie wyższe i tytuł magisterski
- mieć minimum 35 lat (w przypadku innych członków Urzędu kandydat musi mieć ukończone 30 lat)[6].

Kadencja Prezesa i Wiceprezesa wynosi 9 lat i każda osoba wybrana na to stanowisko musi złożyć przysięgę przed prezydentem. Podobną przysięgę składają członkowie Urzędu na ręce Przewodniczącego Izby Poselskiej, których kadencja trwa nieprzerwanie do 65 roku życia. Przysięga ma następujący kształtː

Ślubuję wierność Republice Czeskiej. Ślubuję, że będę przestrzegać jej Konstytucji i ustaw. Ślubuję na swój honor, że swój urząd sprawował będę niezależnie i bezstronnie oraz nie będę nadużywał swojego stanowiska.

Prezes i Wiceprezes, a także inni członkowie Urzędu w czasie pełnienia swojej funkcji nie mogą sprawować urzęduː posła, senatora, prokuratora, sędziego, urzędnika w administracji publicznej czy członka jakiejkolwiek partii. Taka osoba nie może prowadzić innej działalności zarobkowej, z wyjątkiem działalności naukowej, artystycznej i literackiej, pod warunkiem, że taka działalność nie wpływa negatywnie na wizerunek Urzędu i nie podważa jego bezstronności i niezależności.
Kadencja Prezesa, Wiceprezesa i innych członków Urzędu kończy się w momencie, gdyː
- wygasa jego mandat
- Prezydent usuwa taką osobę z Urzędu na wniosek Izby Poselskiej (innych członków Urzędu może usunąć tylko Izba Poselska)
- osoba pełniąca funkcję składa rezygnację na ręce prezydenta (w przypadku innych członków rezygnacja powinna być złożona na ręce Przewodniczącego Izby Poselskiej)
- zostaje wydany prawomocny wyrok, które ogranicza zdolność danej osoby do czynności prawnych
- zostaje wydany prawomocny wyrok skazujący daną osobę za popełnienie przestępstwa
- osoba kończy 65. rok życia (nie dotyczy Prezesa i Wiceprezesa Urzędu)[6].

Izba Poselska może złożyć wniosek do prezydenta o usunięcie Prezesa lub Wiceprezesa, jeżeli nie wykonuje swoich obowiązków przez dłużej niż pół roku lub na podstawie opinii wydanej przez Izbę Dyscyplinarną Urzędu.

## Działalność Najwyższego Urzędu Kontroli

### Sporządzanie audytu
Głównym zadaniem Urzędu Kontroli jest sporządzanie audytów w wyniku przeprowadzonych kontroli. Każde sprawozdanie powinno zawierać 3 elementyː
- cel audytu oraz nazwę instytucji, osoby prawnej czy fizycznej, która została poddana audytowi
- harmonogram audytu
- nazwiska członków Urzędu oraz członków któregoś z senatów Urzędu, które są odpowiedzialne za stworzenie ostatecznej wersji dokumentu[6].

Kontrola może być przeprowadzona tylko na podstawie pisemnego wniosku Prezesa Urzędu, a kontrolowana instytucja musi zostać o tym wcześniej poinformowana. Po zakończeniu kontroli urzędnicy są zobowiązani do sporządzenia raportu, w którym muszą zostać wykazane nieprawidłowości w funkcjonowaniu danej instytucji oraz przepisy prawne, jakie zostały złamane. W protokole powinny się znaleźćː
- nazwiska członków Urzędu, którzy przeprowadzali audyt oraz nazwę instytucji, która została poddana audytowi
- miejsce i datę przeprowadzania audytu
- przedmiot kontroli
- opis rzeczywistej sytuacji
- wykaz dokumentów, na podstawie których dokonano oceny
- podpisy osób przeprowadzających kontrolę[6].

Wnioski z kontroli są publikowane w Biuletynie Najwyższego Urzędu Kontroli oraz przesyłane do Izby Poselskiej, Senatu i rządu. 

### Roczny plan audytów
Urząd co roku przygotowuje roczny plan audytów, który zawiera dokładne informacje o danych kontrolach, ich celach, osobach przeznaczonych do wykonania tych audytów oraz organów Urzędu, które ostatecznie zatwierdzą wnioski z kontroli. 

### Biuletyn Najwyższego Urzędu Kontroli
Najwyższy Urząd Kontroli wydaje Biuletyn Najwyższego Urzędu Kontroli, w którym zamieszaː
- regulamin pracy Rady Najwyższego Urzędu Kontroli
- przepisy dyscyplinarne
- roczny plan audytów
- sprawozdanie roczne
- wszystkie audyty[6].

### Odwołanie od decyzji Urzędu
Odwołania powinny być przedkładane w ciągu 5 dni roboczych na ręce przewodniczącego zespołu audytorów w formie pisemnej z uzasadnieniem. Jeżeli zarzuty zostały podtrzymane, instytucja poddana kontroli może złożyć apelację w ciągu 15 dni od otrzymania negatywnej odpowiedzi na zażalenie. Apelacja powinna być skierowana do senatu odpowiedzialnego za końcową teść audytu lub Rady Urzędu. 

### Kary
Instytucja, która nie współpracuje z urzędnikiem, który dokonuje audytu i nie przedkłada odpowiednich dokumentów na prośbę audytującego, może otrzymać karę do 50 000 koron, która może być nakładana wielokrotnie. 

## Budżet Urzędu
Wydatki związane z działalnością Urzędu są pokrywane z budżetu państwa. Prezes Urzędu przedkłada Radzie projekt budżetu Urzędu, który po akceptacji przez Radę jest przedkładany Przewodniczącemu Izby Poselskiej oraz Ministrowi Finansów. Rozliczenie księgowe Urzędu na koniec roku oraz raport weryfikujący wydatki Urzędu powinien być złożony przed Izbą Poselską, która może zlecić kontrolę wydatków Urzędu. 

## Odpowiedzialność dyscyplinarna członków Urzędu
Prezes, Wiceprezes oraz inni członkowie są odpowiedzialni dyscyplinarnie za swoje działania związane z pracą Najwyższego Urzędu Kontroli do roku po wygaśnięciu mandatu. W późniejszym okresie nie mogą być sądzeni dyscyplinarnie. Za prowadzenie postępowań dyscyplinarnych odpowiada Izba Dyscyplinarna Najwyższego Urzędu Kontroli (cz. Kárná Komora Úřadu). 
Izba składa się z przewodniczącego, którym jest Prezes Najwyższego Urzędu Kontroli, a 2 pozostałych członków mianuje Prezes Sądu Najwyższego spośród sędziów Sądu Najwyższego. Jeżeli prowadzi się postępowanie przeciwko Prezesowi Urzędu, rolę przewodniczącego odgrywa Wiceprzewodniczący Urzędu. Postępowanie dyscyplinarne może być wszczęte na wniosek Prezesa, Wiceprezesa i innych członków Urzędu, członków Izby Poselskiej lub sama Izba może podjąć decyzję o rozpoczęciu postępowania dyscyplinarnego. Przewodniczący jest zobowiązany poinformować osobę o wszczęciu przeciwko niej postępowania, a po jego zakończeniu Izba jest zobowiązana do sporządzenia protokołu z postępowania. 
Postępowanie może być zakończone w 3 sytuacjachː
- osoba, przeciwko której toczy się postępowanie rezygnuje z pełnionego stanowiska
- odpowiedzialność dyscyplinarna za dany czyn wygasła
- podobne postępowanie zostało wszczęte lub też został wydany wyrok[6].

Jeżeli postępowanie któregoś z członków Urzędu nosi znamiona przestępstwa, postępowanie może zostać wstrzymane i przekazane do odpowiedniego organu władzy sądowniczej.  Po zakończeniu postępowania, Izba wydaje pisemny wyrok, który musi zostać dostarczony do osoby, przeciwko której odbywało się postępowanie. Taka osoba ma prawo złożyć apelację do Sądu Najwyższego do 15 dni od otrzymania wyroku. 
Izba może orzekać różne rodzaje kary wobec osób, które naruszyły przepisy. Mogą to byćː
- nagana
- obniżenie pensji do 15% przez okres nie dłuższy niż 3 miesiące[6].

Jeżeli osoba popełniła cięższe wykroczenie, Izba może orzec następujące karyː
- obniżenie wynagrodzenia do 15% przez okres nie dłuższy niż 6 miesięcy
- usunięcie z pełnionego stanowiska[6].

## Współpraca międzynarodowa
Współpraca pomiędzy Najwyższym Urzędem Kontroli a innymi podobnymi instytucjami ma bardzo ważne znaczenie dla pracy urzędu, dlatego też bardzo istotnym departamentem podlegającym biuru Prezesa Urzędu jest Departament Stosunków Międzynarodowych Urzędu (cz. Odbor Mezinárodních Vztahů). 
Do jego zadań należąː
- organizacja współpracy z urzędami kontroli innych państw, Międzynarodową Organizacją Najwyższych Organów Kontroli, Europejską Organizacją Najwyższych Organów Kontroli, Europejskim Trybunałem Obrachunkowym, Międzynarodową Radą Audytorów przy NATO oraz innymi instytucjami
- wyszukiwanie, analizowanie oraz przedstawienie rozwiązań stosowanych w czasie tworzenia audytów za zagranicą
- ocena potrzeb współpracy międzynarodowej z innymi urzędami kontroli i tworzenie planu współpracy międzynarodowej
- organizowanie spotkań Prezesa, Wiceprezesa oraz innych członków Rady za granicą
- tłumaczenie dokumentów
- organizowanie delegacji czeskich ekspertów do międzynarodowych organizacji[8].